# Thanászisz Kolitszidákisz
Thanászisz Kolitszidákisz (görögül: Θανάσης Κολιτσιδάκης; Szaloniki, 1966. november 21. –) görög válogatott labdarúgó, hátvéd, edző.

## Pályafutása

### Klubcsapatban
1989 és 1994 között az Apólon Zmírnisz csapatában játszott. 1994 és 1998 között a Panathinaikósz játékosa volt, melynek tagjaként bajnokságot, kupát és szuperkupát nyert. 1998 és 1999 között ismét az Apólon Zmírniszben szerepelt. 1999-től 2005-ig az ÓFI Krétát erősítette.  

### A válogatottban
1992 és 1994 között 13 alkalommal szerepelt a görög válogatottban. Részt vett az 1994-es világbajnokságon.

## Sikerei, díjai
Panathinaikósz
- Görög bajnok (2): 1994–95, 1995–96
- Görög kupagyőztes (1): 1994–95
- Görög szuperkupagyőztes (1): 1994

## Külső hivatkozások
- Thanászisz Kolitszidákisz adatlapja a National-Football-Teams.com oldalon (angolul)

- Thanászisz Kolitszidákisz (angol nyelven). FootballDatabase.eu
- Thanászisz Kolitszidákisz (német nyelven). eu-football.info
- Thanászisz Kolitszidákisz (német nyelven). kicker.de
- Thanászisz Kolitszidákisz adatlapja a worldfootball.net oldalon (angolul)